# Артаньян (коммуна)
Артанья́н (фр. Artagnan, окс. Artanhan) — коммуна во Франции, находится в регионе Юг — Пиренеи. Департамент — Верхние Пиренеи. Входит в состав кантона Вик-ан-Бигор. Округ коммуны — Тарб.
Код INSEE коммуны — 65035.

## География
Коммуна расположена приблизительно в 640 км к югу от Парижа, в 115 км западнее Тулузы, в 20 км к северу от Тарба.
По территории коммуны протекает река Адур.

## Климат
Климат умеренно-океанический с солнечной тёплой погодой и обильными осадками на протяжении практически всего года.

## Население
Население коммуны на 2010 год составляло 495 человек.
| 1962 | 1968 | 1975 | 1982 | 1990 | 1999 | 2010 |
| ---- | ---- | ---- | ---- | ---- | ---- | ---- |
| 498  | 480  | 440  | 431  | 436  | 435  | 495  |

## Администрация
| Период | Период | Фамилия          | Партия | Примечания |
| ------ | ------ | ---------------- | ------ | ---------- |
| 2001   | 2010   | Оливье Баксьялон |        |            |
| 2010   | 2020   | Стефан Этьен     |        |            |

## Экономика
В 2010 году среди 313 человек трудоспособного возраста (15-64 лет) 227 были экономически активными, 86 — неактивными (показатель активности — 72,5 %, в 1999 году было 68,3 %). Из 227 активных жителей работали 205 человек (113 мужчин и 92 женщины), безработных было 22 (8 мужчин и 14 женщин). Среди 86 неактивных 37 человек были учениками или студентами, 30 — пенсионерами, 19 были неактивными по другим причинам.